# Millet (équipementier sportif)
Pour les articles homonymes, voir Millet.
 (septembre 2017).
 (septembre 2017).
Si vous disposez d'ouvrages ou d'articles de référence ou si vous connaissez des sites web de qualité traitant du thème abordé ici, merci de compléter l'article en donnant les références utiles à sa vérifiabilité et en les liant à la section « Notes et références ».
Millet est une entreprise française, dans le domaine de l'alpinisme, spécialisée dans la conception, la fabrication et la distribution de vêtements, sacs à dos, sacs de couchage, chaussures et cordes et propriétaire des marques Millet et Lafuma.

## Histoire de l'entreprise Millet

### Création de la marque Millet
- 1921 : employés des toiles cirées Maréchal, Marc et Hermance Millet (parents de Raymond et René Millet) fondent à Saint-Fons une entreprise de fabrication de sacs à provisions et de musettes, d'un effectif de 10 personnes.
- 1928 : transfert de l'entreprise à Annecy aux Marquisats.
- 1934 : développement de l'ensemble des fabrications, apparition des premiers sacs à dos à armature.
- 1937 : après le décès de son époux, Hermance, la veuve de Marc Millet reprend l'entreprise avec l'aide de ses deux fils. Elle y travaille jusqu'à son décès en 1974.

### Prise en main par les frères René et Raymond
- 1939 à 1945 : les frères Millet participent au maquis, René dans les Bauges, Raymond dans les Glières. Ils fournissent des sacs à dos à la Résistance.
- En 1945, les frères Millet prennent réellement les rênes de l'entreprise.
- 1946 : René Millet, membre du CAF, a l'idée de créer des sacs à dos adaptés à la pratique de la montagne. Il rencontre au CAF Louis Lachenal qui participe activement au développement de ces sacs.
- 1950 : Millet équipe les premières expéditions françaises vers l'Himalaya. En particulier, Millet équipe l'expédition qui sera la première à réussir l'ascension d'un 8 000 m, Maurice Herzog et Louis Lachenal gravissant l'Annapurna le 3 juin.

Millet crée les premiers sacs spécialement destinés à l'escalade, et oriente ses fabrications essentiellement vers la haute montagne.

### Des années 1950 à 1977
Après les années 1950 et 1960 : Millet devient le spécialiste du sac d’alpinisme.
- 1959 : Raymond Millet rencontre Walter Bonatti, guide à Courmayeur, par le biais de son distributeur en Italie (Luciano Nicola). Bonatti devient alors le premier conseiller technique sous contrat.
- Les années 1960 voient le développement du marché intérieur et le début des ventes internationales.
- 1963 : Millet lance une bretelle pour sacs à dos, entièrement en nylon, rembourrée de mousse, et sans couture.
- 1964 : Millet lance des sacs à dos entièrement en nylon, en remplacement du coton jusqu'alors universellement employé pour ce type d'article.
- 1975 : l'extension de l'usine d'Annecy étant impossible, une nouvelle usine est construite à Frontenex (Savoie), à 53 km d'Annecy.

### Première diversification
- 1977 : première diversification avec le développement d’une gamme duvet et de la première parka Gore-Tex. Millet diversifie ses activités en lançant une ligne de vêtements d'altitude, de randonnée et de ski. .
- 1980-1981 : René et Raymond Millet prennent leur retraite.
- 1993 : création d'un système de porte piolet : le FPP.

### Rachat par le groupe Lafuma
- 1995 : le 6 février 1995, le groupe Millet, Racer et Gamet est racheté par Lafuma (Philippe Joffard), leader sur le marché français des sacs à dos (450 MF de CA), Millet étant second. En octobre, Millet se rapproche de Mac (leader du sous-vêtement de montagne) appartenant à Lafuma depuis 1993.
- 1996 : les deux marques se rapprochent progressivement avant de fusionner par absorption, sous la marque Millet, le 1er septembre 1997.

### Seconde diversification
- 1996 : Lafuma rachète Rivory et fait commercialiser la marque par Millet.
- 1998 : en septembre, le rachat de One Sport (chaussons d'escalade, chaussures de randonnée et d'alpinisme) inaugure la création d'un pôle technique au sein du groupe Lafuma avec les marques Millet, Rivory et One Sport.
- 1998 : alliance de Cousin et Rivory afin de créer le numéro deux mondial du marché des cordes d'escalade, d'alpinisme et de canyoning. Les cordes sont aujourd'hui distribuées sous les marques Millet et One Sport.

### Rachat de Lafuma
- 2014 : le groupe suisse Calida prend le contrôle de 60 % de Lafuma SA (maison mère de Millet Montain Group)
- 2018 : Calida monte à 87.70 % du capital de Lafuma SA en reprenant les parts du fonds CDC Entreprises Elan PME[2].

### Retour dans le giron familial
- 2022 : Acquisition du groupe Millet Mountain Group par Jean-Pierre Millet et Inspiring Sport Capital. L’entreprise marque son retour dans le giron familial, dirigée par Romain Millet[3].

## Identité visuelle

### Logos

Logo actuel.
Ancien logo.